# Liste der Monuments historiques in Gouy-les-Groseillers
Die Liste der Monuments historiques in Gouy-les-Groseillers führt die Monuments historiques in der französischen Gemeinde Gouy-les-Groseillers auf.

## Liste der Objekte
| Bezeichnung                 | Beschreibung                                | Standort               | Kennzeichnung | Schutzstatus | Datum | Bild |
| --------------------------- | ------------------------------------------- | ---------------------- | ------------- | ------------ | ----- | ---- |
| Taufbecken                  | Kalkstein, 13. Jahrhundert                  | in der Kirche St-Léger | PM60000879    | Classé       | 1913  |      |
| Skulptur des heiligen Léger | Holz, bemalt und vergoldet, 18. Jahrhundert | in der Kirche St-Léger | PM60003895    | Inscrit      | 1987  |      |